# Matang Geutou
Matang Geutou is een bestuurslaag in het regentschap Aceh Timur van de provincie Atjeh, Indonesië. Matang Geutou telt 324 inwoners (volkstelling 2010).